# Festival Elsy Jacobs 2021
La 13.ª edición del Festival Elsy Jacobs (oficialmente: Ceratizit Festival Elsy Jacobs) se celebró entre el 30 de abril y el 2 de mayo de 2021 sobre un recorrido de 124,4 km con inicio en la ciudad de Cessange y final en la ciudad de Garnich en Luxemburgo.
La carrera hizo parte del Calendario UCI Femenino 2021 como competencia de categoría 1.Pro y fue ganada por la ciclista danesa Emma Norsgaard Jørgensen del Movistar Team. El podio lo completaron la ciclista canadiense Leah Kirchmann del Team DSM y la italiana Maria Giulia Confalonieri del equipo Ceratizit-WNT.

## Equipos
Tomaron parte en la carrera un total de 18 equipos invitados por la organización, 8 de los cuales fueron de categoría UCI WordTeam Femenino y 11 de categoría UCI Women's continental teams, incluido un equipo del Centro Mundial de Ciclismo de la UCI, quienes conformaron un pelotón de 106 ciclistas de las cuales terminaron 67. Los equipos participantes fueron:
| translation for headoftableIII_translate index 58 not found (8)- Alé BTC Ljubljana - Canyon-SRAM Racing - Team DSM - FDJ-Nouvelle Aquitaine-Futuroscope - Liv Racing - Movistar Team - SD Worx - Trek-Segafredo UCI Women's continental teams (3)- Ceratizit-WNT Pro Cycling - Drops-Le col - Stade Rochelais Charente-Maritime Women Cycling Equipo regional y de club- World Cycling Centre Unknown team category (6)- Andy Schleck-CP NVST-Immo Losch - Bingoal Casino-Chevalmeire - Jumbo-Visma - Massi Tactic - Parkhotel Valkenburg - Valcar-Travel & Service |
| |

## Etapas
| Etapa     | Fecha     | Recorrido             | type            | Distancia (km) | Desnivel (m) | Ganador        | Líder          |
| --------- | --------- | --------------------- | --------------- | -------------- | ------------ | -------------- | -------------- |
| Prólogo   | 30 de abr | Cessange – Luxemburgo | prólogo         | 2,15           | 25 m         | Lorena Wiebes  | Lorena Wiebes  |
| 1.ª etapa | 1 de may  | Steinfort – Steinfort | etapa escarpada | 125,1          | 1567 m       | Emma Norsgaard | Emma Norsgaard |
| 2.ª etapa | 2 de may  | Garnich – Garnich     | etapa escarpada | 105,3          | 1537 m       | Emma Norsgaard | Emma Norsgaard |

## Desarrollo de la carrera

### Prólogo
| Cessange - Luxemburgo | prólogo | (2,15 km) |

| \| Clasificación de la etapa \| Clasificación de la etapa \| Clasificación de la etapa \| Clasificación de la etapa \| Clasificación de la etapa \| \| Ciclista \| Ciclista \| Equipo \| Tiempo \| \| \| ------------------------- \| ------------------------- \| ------------------------- \| ------------------------- \| ------------------------- \| \| 1.ª \| Lorena Wiebes \| Team DSM \| 3 min 12 s \| \| \| 2.ª \| Leah Kirchmann \| Team DSM \| + 3 s \| \| \| 3.ª \| Karlijn Swinkels \| Jumbo-Visma Women Team \| + 3 s \| \| \| 4.ª \| Thalita De Jong \| Bingoal-Chevalmeire \| + 5 s \| \| \| 5.ª \| Lonneke Uneken \| SD Worx \| + 5 s \| \| \| 6.ª \| Anouska Helena Koster \| Jumbo-Visma Women Team \| + 5 s \| \| \| 7.ª \| Ruth Winder \| Trek-Segafredo \| + 6 s \| \| \| 8.ª \| Christine Majerus \| SD Worx \| + 6 s \| \| \| 9.ª \| Riejanne Markus \| Jumbo-Visma Women Team \| + 7 s \| \| \| 10.ª \| Emma Norsgaard \| Movistar Team \| + 7 s \| \| |                       |                        |            |
| |                       |                        |            |
| Fuente: ProCyclingStats |                       |                        |            |
| Clasificación de la etapa |                       |                        |            |
| Ciclista | Ciclista              | Equipo                 | Tiempo     |
| 1.ª | Lorena Wiebes         | Team DSM               | 3 min 12 s |
| 2.ª | Leah Kirchmann        | Team DSM               | + 3 s      |
| 3.ª | Karlijn Swinkels      | Jumbo-Visma Women Team | + 3 s      |
| 4.ª | Thalita De Jong       | Bingoal-Chevalmeire    | + 5 s      |
| 5.ª | Lonneke Uneken        | SD Worx                | + 5 s      |
| 6.ª | Anouska Helena Koster | Jumbo-Visma Women Team | + 5 s      |
| 7.ª | Ruth Winder           | Trek-Segafredo         | + 6 s      |
| 8.ª | Christine Majerus     | SD Worx                | + 6 s      |
| 9.ª | Riejanne Markus       | Jumbo-Visma Women Team | + 7 s      |
| 10.ª | Emma Norsgaard        | Movistar Team          | + 7 s      |

| \| Clasificación general \| Clasificación general \| Clasificación general \| Clasificación general \| Clasificación general \| \| Ciclista \| Ciclista \| Equipo \| Tiempo \| \| \| --------------------- \| --------------------- \| ---------------------- \| --------------------- \| --------------------- \| \| 1.ª \| Lorena Wiebes \| Team DSM \| 3 min 12 s \| \| \| 2.ª \| Leah Kirchmann \| Team DSM \| + 3 s \| \| \| 3.ª \| Karlijn Swinkels \| Jumbo-Visma Women Team \| + 3 s \| \| \| 4.ª \| Thalita De Jong \| Bingoal-Chevalmeire \| + 5 s \| \| \| 5.ª \| Lonneke Uneken \| SD Worx \| + 5 s \| \| \| 6.ª \| Anouska Helena Koster \| Jumbo-Visma Women Team \| + 5 s \| \| \| 7.ª \| Ruth Winder \| Trek-Segafredo \| + 6 s \| \| \| 8.ª \| Christine Majerus \| SD Worx \| + 6 s \| \| \| 9.ª \| Riejanne Markus \| Jumbo-Visma Women Team \| + 7 s \| \| \| 10.ª \| Emma Norsgaard \| Movistar Team \| + 7 s \| \| |                       |                        |            |
| |                       |                        |            |
| Fuente: ProCyclingStats |                       |                        |            |
| Clasificación general |                       |                        |            |
| Ciclista | Ciclista              | Equipo                 | Tiempo     |
| 1.ª | Lorena Wiebes         | Team DSM               | 3 min 12 s |
| 2.ª | Leah Kirchmann        | Team DSM               | + 3 s      |
| 3.ª | Karlijn Swinkels      | Jumbo-Visma Women Team | + 3 s      |
| 4.ª | Thalita De Jong       | Bingoal-Chevalmeire    | + 5 s      |
| 5.ª | Lonneke Uneken        | SD Worx                | + 5 s      |
| 6.ª | Anouska Helena Koster | Jumbo-Visma Women Team | + 5 s      |
| 7.ª | Ruth Winder           | Trek-Segafredo         | + 6 s      |
| 8.ª | Christine Majerus     | SD Worx                | + 6 s      |
| 9.ª | Riejanne Markus       | Jumbo-Visma Women Team | + 7 s      |
| 10.ª | Emma Norsgaard        | Movistar Team          | + 7 s      |

### 1.ª etapa
| Steinfort - Steinfort | etapa escarpada | (125,1 km) |

| \| Clasificación de la etapa \| Clasificación de la etapa \| Clasificación de la etapa \| Clasificación de la etapa \| Clasificación de la etapa \| \| Ciclista \| Ciclista \| Equipo \| Tiempo \| \| \| ------------------------- \| ------------------------- \| ------------------------- \| ------------------------- \| ------------------------- \| \| 1.ª \| Emma Norsgaard \| Movistar Team \| 3 h 14 min 06 s \| \| \| 2.ª \| Maria Giulia Confalonieri \| Ceratizit-WNT Pro Cycling \| + 0 s \| \| \| 3.ª \| Leah Kirchmann \| Team DSM \| + 2 s \| \| \| 4.ª \| Elise Chabbey \| Canyon-SRAM Racing \| + 2 s \| \| \| 5.ª \| Juliette Labous \| Team DSM \| + 2 s \| \| \| 6.ª \| Christine Majerus \| SD Worx \| + 2 s \| \| \| 7.ª \| Karlijn Swinkels \| Jumbo-Visma Women Team \| + 2 s \| \| \| 8.ª \| Ruth Winder \| Trek-Segafredo \| + 2 s \| \| \| 9.ª \| Riejanne Markus \| Jumbo-Visma Women Team \| + 2 s \| \| \| 10.ª \| Pauliena Rooijakkers \| Liv Racing \| + 2 s \| \| |                           |                           |                 |
| |                           |                           |                 |
| Fuente: ProCyclingStats |                           |                           |                 |
| Clasificación de la etapa |                           |                           |                 |
| Ciclista | Ciclista                  | Equipo                    | Tiempo          |
| 1.ª | Emma Norsgaard            | Movistar Team             | 3 h 14 min 06 s |
| 2.ª | Maria Giulia Confalonieri | Ceratizit-WNT Pro Cycling | + 0 s           |
| 3.ª | Leah Kirchmann            | Team DSM                  | + 2 s           |
| 4.ª | Elise Chabbey             | Canyon-SRAM Racing        | + 2 s           |
| 5.ª | Juliette Labous           | Team DSM                  | + 2 s           |
| 6.ª | Christine Majerus         | SD Worx                   | + 2 s           |
| 7.ª | Karlijn Swinkels          | Jumbo-Visma Women Team    | + 2 s           |
| 8.ª | Ruth Winder               | Trek-Segafredo            | + 2 s           |
| 9.ª | Riejanne Markus           | Jumbo-Visma Women Team    | + 2 s           |
| 10.ª | Pauliena Rooijakkers      | Liv Racing                | + 2 s           |

| \| Clasificación general \| Clasificación general \| Clasificación general \| Clasificación general \| Clasificación general \| \| Ciclista \| Ciclista \| Equipo \| Tiempo \| \| \| --------------------- \| ------------------------- \| ------------------------- \| --------------------- \| --------------------- \| \| 1.ª \| Emma Norsgaard \| Movistar Team \| 3 h 17 min 15 s \| \| \| 2.ª \| Leah Kirchmann \| Team DSM \| + 4 s \| \| \| 3.ª \| Karlijn Swinkels \| Jumbo-Visma Women Team \| + 8 s \| \| \| 4.ª \| Maria Giulia Confalonieri \| Ceratizit-WNT Pro Cycling \| + 10 s \| \| \| 5.ª \| Thalita De Jong \| Bingoal-Chevalmeire \| + 10 s \| \| \| 6.ª \| Lonneke Uneken \| SD Worx \| + 10 s \| \| \| 7.ª \| Anouska Helena Koster \| Jumbo-Visma Women Team \| + 10 s \| \| \| 8.ª \| Ruth Winder \| Trek-Segafredo \| + 11 s \| \| \| 9.ª \| Christine Majerus \| SD Worx \| + 11 s \| \| \| 10.ª \| Riejanne Markus \| Jumbo-Visma Women Team \| + 12 s \| \| |                           |                           |                 |
| |                           |                           |                 |
| Fuente: ProCyclingStats |                           |                           |                 |
| Clasificación general |                           |                           |                 |
| Ciclista | Ciclista                  | Equipo                    | Tiempo          |
| 1.ª | Emma Norsgaard            | Movistar Team             | 3 h 17 min 15 s |
| 2.ª | Leah Kirchmann            | Team DSM                  | + 4 s           |
| 3.ª | Karlijn Swinkels          | Jumbo-Visma Women Team    | + 8 s           |
| 4.ª | Maria Giulia Confalonieri | Ceratizit-WNT Pro Cycling | + 10 s          |
| 5.ª | Thalita De Jong           | Bingoal-Chevalmeire       | + 10 s          |
| 6.ª | Lonneke Uneken            | SD Worx                   | + 10 s          |
| 7.ª | Anouska Helena Koster     | Jumbo-Visma Women Team    | + 10 s          |
| 8.ª | Ruth Winder               | Trek-Segafredo            | + 11 s          |
| 9.ª | Christine Majerus         | SD Worx                   | + 11 s          |
| 10.ª | Riejanne Markus           | Jumbo-Visma Women Team    | + 12 s          |

### 2.ª etapa
| Garnich - Garnich | etapa escarpada | (105,3 km) |

| \| Clasificación de la etapa \| Clasificación de la etapa \| Clasificación de la etapa \| Clasificación de la etapa \| Clasificación de la etapa \| \| Ciclista \| Ciclista \| Equipo \| Tiempo \| \| \| ------------------------- \| ------------------------- \| ---------------------------------- \| ------------------------- \| ------------------------- \| \| 1.ª \| Emma Norsgaard \| Movistar Team \| 2 h 47 min 55 s \| \| \| 2.ª \| Maria Giulia Confalonieri \| Ceratizit-WNT Pro Cycling \| + 0 s \| \| \| 3.ª \| Sofia Bertizzolo \| Liv Racing \| + 0 s \| \| \| 4.ª \| Silvia Persico \| Valcar-Travel & Service \| + 0 s \| \| \| 5.ª \| Marie Le Net \| FDJ-Nouvelle Aquitaine-Futuroscope \| + 0 s \| \| \| 6.ª \| Thalita De Jong \| Bingoal-Chevalmeire \| + 0 s \| \| \| 7.ª \| Leah Kirchmann \| Team DSM \| + 0 s \| \| \| 8.ª \| Juliette Labous \| Team DSM \| + 0 s \| \| \| 9.ª \| Karlijn Swinkels \| Jumbo-Visma Women Team \| + 0 s \| \| \| 10.ª \| Valerie Demey \| Liv Racing \| + 0 s \| \| |                           |                                    |                 |
| |                           |                                    |                 |
| Fuente: ProCyclingStats |                           |                                    |                 |
| Clasificación de la etapa |                           |                                    |                 |
| Ciclista | Ciclista                  | Equipo                             | Tiempo          |
| 1.ª | Emma Norsgaard            | Movistar Team                      | 2 h 47 min 55 s |
| 2.ª | Maria Giulia Confalonieri | Ceratizit-WNT Pro Cycling          | + 0 s           |
| 3.ª | Sofia Bertizzolo          | Liv Racing                         | + 0 s           |
| 4.ª | Silvia Persico            | Valcar-Travel & Service            | + 0 s           |
| 5.ª | Marie Le Net              | FDJ-Nouvelle Aquitaine-Futuroscope | + 0 s           |
| 6.ª | Thalita De Jong           | Bingoal-Chevalmeire                | + 0 s           |
| 7.ª | Leah Kirchmann            | Team DSM                           | + 0 s           |
| 8.ª | Juliette Labous           | Team DSM                           | + 0 s           |
| 9.ª | Karlijn Swinkels          | Jumbo-Visma Women Team             | + 0 s           |
| 10.ª | Valerie Demey             | Liv Racing                         | + 0 s           |

## Clasificaciones finales
Las clasificaciones finalizaron de la siguiente forma:

### Clasificación general
| \| Clasificación general \| Clasificación general \| Clasificación general \| Clasificación general \| Clasificación general \| \| Ciclista \| Ciclista \| Equipo \| Tiempo \| \| \| --------------------- \| ------------------------- \| ------------------------- \| --------------------- \| --------------------- \| \| 1.ª \| Emma Norsgaard \| Movistar Team \| 6 h 05 min 00 s \| \| \| 2.ª \| Leah Kirchmann \| Team DSM \| + 14 s \| \| \| 3.ª \| Maria Giulia Confalonieri \| Ceratizit-WNT Pro Cycling \| + 14 s \| \| \| 4.ª \| Karlijn Swinkels \| Jumbo-Visma Women Team \| + 18 s \| \| \| 5.ª \| Thalita De Jong \| Bingoal-Chevalmeire \| + 20 s \| \| \| 6.ª \| Anouska Helena Koster \| Jumbo-Visma Women Team \| + 20 s \| \| \| 7.ª \| Christine Majerus \| SD Worx \| + 21 s \| \| \| 8.ª \| Ruth Winder \| Trek-Segafredo \| + 21 s \| \| \| 9.ª \| Riejanne Markus \| Jumbo-Visma Women Team \| + 22 s \| \| \| 10.ª \| Juliette Labous \| Team DSM \| + 23 s \| \| |                           |                           |                 |
| |                           |                           |                 |
| Fuente: ProCyclingStats |                           |                           |                 |
| Clasificación general |                           |                           |                 |
| Ciclista | Ciclista                  | Equipo                    | Tiempo          |
| 1.ª | Emma Norsgaard            | Movistar Team             | 6 h 05 min 00 s |
| 2.ª | Leah Kirchmann            | Team DSM                  | + 14 s          |
| 3.ª | Maria Giulia Confalonieri | Ceratizit-WNT Pro Cycling | + 14 s          |
| 4.ª | Karlijn Swinkels          | Jumbo-Visma Women Team    | + 18 s          |
| 5.ª | Thalita De Jong           | Bingoal-Chevalmeire       | + 20 s          |
| 6.ª | Anouska Helena Koster     | Jumbo-Visma Women Team    | + 20 s          |
| 7.ª | Christine Majerus         | SD Worx                   | + 21 s          |
| 8.ª | Ruth Winder               | Trek-Segafredo            | + 21 s          |
| 9.ª | Riejanne Markus           | Jumbo-Visma Women Team    | + 22 s          |
| 10.ª | Juliette Labous           | Team DSM                  | + 23 s          |

### Clasificación por puntos
| Clasificación por puntos | Clasificación por puntos  | Clasificación por puntos  | Clasificación por puntos | Clasificación por puntos |
| Ciclista                 | Ciclista                  | Equipo                    | Puntos                   |                          |
| ------------------------ | ------------------------- | ------------------------- | ------------------------ | ------------------------ |
| 1.ª                      | Emma Norsgaard            | Movistar Team             | 30 pts                   |                          |
| 2.ª                      | Maria Giulia Confalonieri | Ceratizit-WNT Pro Cycling | 24 pts                   |                          |
| 3.ª                      | Leah Kirchmann            | Team DSM                  | 20 pts                   |                          |
| 4.ª                      | Karlijn Swinkels          | Jumbo-Visma Women Team    | 12 pts                   |                          |
| 5.ª                      | Juliette Labous           | Team DSM                  | 11 pts                   |                          |
| 6.ª                      | Sofia Bertizzolo          | Liv Racing                | 10 pts                   |                          |
| 7.ª                      | Thalita De Jong           | Bingoal-Chevalmeire       | 9 pts                    |                          |
| 8.ª                      | Elise Chabbey             | Canyon-SRAM Racing        | 8 pts                    |                          |
| 9.ª                      | Silvia Persico            | Valcar-Travel & Service   | 8 pts                    |                          |
| 10.ª                     | Lorena Wiebes             | Team DSM                  | 8 pts                    |                          |

### Clasificación de la montaña
| Clasificación de la montaña | Clasificación de la montaña | Clasificación de la montaña | Clasificación de la montaña | Clasificación de la montaña |
| Ciclista                    | Ciclista                    | Equipo                      | Puntos                      |                             |
| --------------------------- | --------------------------- | --------------------------- | --------------------------- | --------------------------- |
| 1.ª                         | Thalita De Jong             | Bingoal-Chevalmeire         | 31 pts                      |                             |
| 2.ª                         | Kathrin Hammes              | Ceratizit-WNT Pro Cycling   | 18 pts                      |                             |
| 3.ª                         | Danielle Christmas          | Drops-Le Col                | 7 pts                       |                             |
| 4.ª                         | Mischa Bredewold            | Parkhotel Valkenburg        | 5 pts                       |                             |
| 5.ª                         | Christine Majerus           | SD Worx                     | 3 pts                       |                             |
| 6.ª                         | Mikayla Harvey              | Canyon-SRAM Racing          | 3 pts                       |                             |
| 7.ª                         | Riejanne Markus             | Jumbo-Visma Women Team      | 1 pt                        |                             |
| 8.ª                         | Sofia Bertizzolo            | Liv Racing                  | 1 pt                        |                             |
| 9.ª                         | Niamh Fisher-Black          | SD Worx                     | 1 pt                        |                             |
| 10.ª                        | Julia Van Bokhoven          | Parkhotel Valkenburg        | 1 pt                        |                             |

### Clasificación de las jóvenes
| Clasificación del mejor joven | Clasificación del mejor joven | Clasificación del mejor joven      | Clasificación del mejor joven | Clasificación del mejor joven |
| Ciclista                      | Ciclista                      | Equipo                             | Tiempo                        |                               |
| ----------------------------- | ----------------------------- | ---------------------------------- | ----------------------------- | ----------------------------- |
| 1.ª                           | Emma Norsgaard                | Movistar Team                      | 6 h 05 min 00 s               |                               |
| 2.ª                           | Karlijn Swinkels              | Jumbo-Visma Women Team             | + 18 s                        |                               |
| 3.ª                           | Juliette Labous               | Team DSM                           | + 23 s                        |                               |
| 4.ª                           | Sofia Bertizzolo              | Liv Racing                         | + 26 s                        |                               |
| 5.ª                           | Niamh Fisher-Black            | SD Worx                            | + 33 s                        |                               |
| 6.ª                           | Marie Le Net                  | FDJ-Nouvelle Aquitaine-Futuroscope | + 34 s                        |                               |
| 7.ª                           | Mikayla Harvey                | Canyon-SRAM Racing                 | + 36 s                        |                               |
| 8.ª                           | Anna Shackley                 | SD Worx                            | + 37 s                        |                               |
| 9.ª                           | Shirin van Anrooij            | Trek-Segafredo                     | + 44 s                        |                               |
| 10.ª                          | Elisa Balsamo                 | Valcar-Travel & Service            | + 48 s                        |                               |

### Clasificación por equipos
| Clasificación por equipos | Clasificación por equipos          | Clasificación por equipos | Clasificación por equipos |
| Equipo                    | Equipo                             | Tiempo                    |                           |
| ------------------------- | ---------------------------------- | ------------------------- | ------------------------- |
| 1.º                       | Jumbo-Visma                        | 18 h 16 min 02 s          |                           |
| 2.º                       | SD Worx                            | + 7 s                     |                           |
| 3.º                       | Team DSM                           | + 14 s                    |                           |
| 4.º                       | Liv Racing                         | + 20 s                    |                           |
| 5.º                       | Trek-Segafredo                     | + 45 s                    |                           |
| 6.º                       | Canyon-SRAM Racing                 | + 49 s                    |                           |
| 7.º                       | Movistar Team                      | + 1 min 06 s              |                           |
| 8.º                       | FDJ-Nouvelle Aquitaine-Futuroscope | + 1 min 56 s              |                           |
| 9.º                       | Ceratizit-WNT Pro Cycling          | + 3 min 11 s              |                           |
| 10.º                      | Parkhotel Valkenburg               | + 3 min 48 s              |                           |

## Evolución de las clasificaciones
| Etapa                   | Vencedora                | Clasificación general    | Clasificación por puntos | Clasificación de la montaña | Clasificación de las jóvenes | Clasificación por equipos |
| ----------------------- | ------------------------ | ------------------------ | ------------------------ | --------------------------- | ---------------------------- | ------------------------- |
| Prólogo                 | Lorena Wiebes            | Lorena Wiebes            | Lorena Wiebes            | no otorgado                 | Lorena Wiebes                | Team DSM                  |
| 1.ª                     | Emma Norsgaard Jørgensen | Emma Norsgaard Jørgensen | Emma Norsgaard Jørgensen | Kathrin Hammes              | Emma Norsgaard Jørgensen     | Team DSM                  |
| 2.ª                     | Emma Norsgaard Jørgensen | Emma Norsgaard Jørgensen | Emma Norsgaard Jørgensen | Thalita de Jong             | Emma Norsgaard Jørgensen     | Jumbo-Visma               |
| Clasificaciones finales | Clasificaciones finales  | Emma Norsgaard Jørgensen | Emma Norsgaard Jørgensen | Thalita de Jong             | Emma Norsgaard Jørgensen     | Jumbo-Visma               |

## Ciclistas participantes y posiciones finales
Convenciones:
- AB-N: Abandono en la etapa "N"
- FLT-N: Retiro por llegada fuera del límite de tiempo en la etapa "N"
- NTS-N: No tomó la salida para la etapa "N"
- DES-N: Descalificada o expulsada en la etapa "N"

## UCI World Ranking
El Festival Elsy Jacobs  otorgó puntos para el UCI World Ranking Femenino para corredoras de los equipos en las categorías UCI WordTeam Femenino y UCI Women's continental teams. Las siguientes tablas muestran el baremo de puntuación y las 10 corredoras que obtuvieron más puntos:
| Posición   | 1.ª | 2.ª | 3.ª | 4.ª | 5.ª | 6.ª | 7.ª | 8.ª | 9.ª | 10.ª | 11.ª | 12.ª | 13.ª | 14.ª | 15.ª | 16.ª-25.ª |
| Puntuación | 200 | 150 | 125 | 100 | 85  | 70  | 60  | 50  | 40  | 35   | 30   | 25   | 20   | 15   | 10   | 5         |
| Por etapa  | 25  | 20  | 15  | 12  | 10  | 8   | 6   | 4   |     |      |      |      |      |      |      |           |
| Líder      | 5   |     |     |     |     |     |     |     |     |      |      |      |      |      |      |           |

| Clasificación |              |        |         |       |       |       |
| Posición      | Ciclista     | Equipo | General | Etapa | Líder | Total |
| ------------- | ------------ | ------ | ------- | ----- | ----- | ----- |
| 1.ª           | Bandera de ? |        | 200     |       |       |       |
| 2.ª           | Bandera de ? |        | 150     |       |       |       |
| 3.ª           | Bandera de ? |        | 125     |       |       |       |
| 4.ª           | Bandera de ? |        | 100     |       |       |       |
| 5.ª           | Bandera de ? |        | 85      |       |       |       |
| 6.ª           | Bandera de ? |        | 70      |       |       |       |
| 7.ª           | Bandera de ? |        | 60      |       |       |       |
| 8.ª           | Bandera de ? |        | 50      |       |       |       |
| 9.ª           | Bandera de ? |        | 40      |       |       |       |
| 10.ª          | Bandera de ? |        | 35      |       |       |       |